# Fernando Canesin
Fernando Canesin Matos, mais conhecido como Fernando Canesin (Ribeirão Preto, 27 de fevereiro de 1992), é um futebolista brasileiro que atua como meia. Atualmente joga na Inter de Limeira.

## Carreira
O atleta foi revelado pelo Palestra São Bernardo, onde jogou até 2006. Depois, teve uma curta passagem pelas categorias de base do Rio Banco, de São Paulo, até chegar ao Olé Brasil, em 2007, onde ficou por duas temporadas. 
Em 2009, Canesin foi contratado pelo Anderlecht, da Bélgica, ainda como promessa, tendo conquistado dois títulos, o bicampeonato belga, de 2011 a 2013, e o bicampeonato da Supercopa, de 2012 e 2013. Em seguida, foi emprestado para o time belga Oostende, clube que jogou profissionalmente durante sete temporadas, de 2013 a 2019. 
Em 2020, voltou ao Brasil para defender a camisa do Athletico Paranense, participando de 55 jogos, com três gols e três assistências.
Contratado no início da temporada de 2022 para disputar o Campeonato Mineiro, Copa do Brasil e Brasileirão Série B. 
No dia 2 de fevereiro de 2023 foi anunciado no Associação Atlética Internacional (Limeira).  

## Títulos
Cruzeiro
- Campeonato Brasileiro - Série B: 2022

Athletico Paranaense
- Copa Sul-Americana: 2021[2]
- Campeonato Paranaense: 2020

Anderlecht
- Campeonato Belga: 2011–12, 2012–13
- Supercopa da Bélgica: 2012, 2013